# Stagira
|  | Aquest article tracta sobre el poble modern. Si cerqueu la ciutat antiga, vegeu «Estagira». |

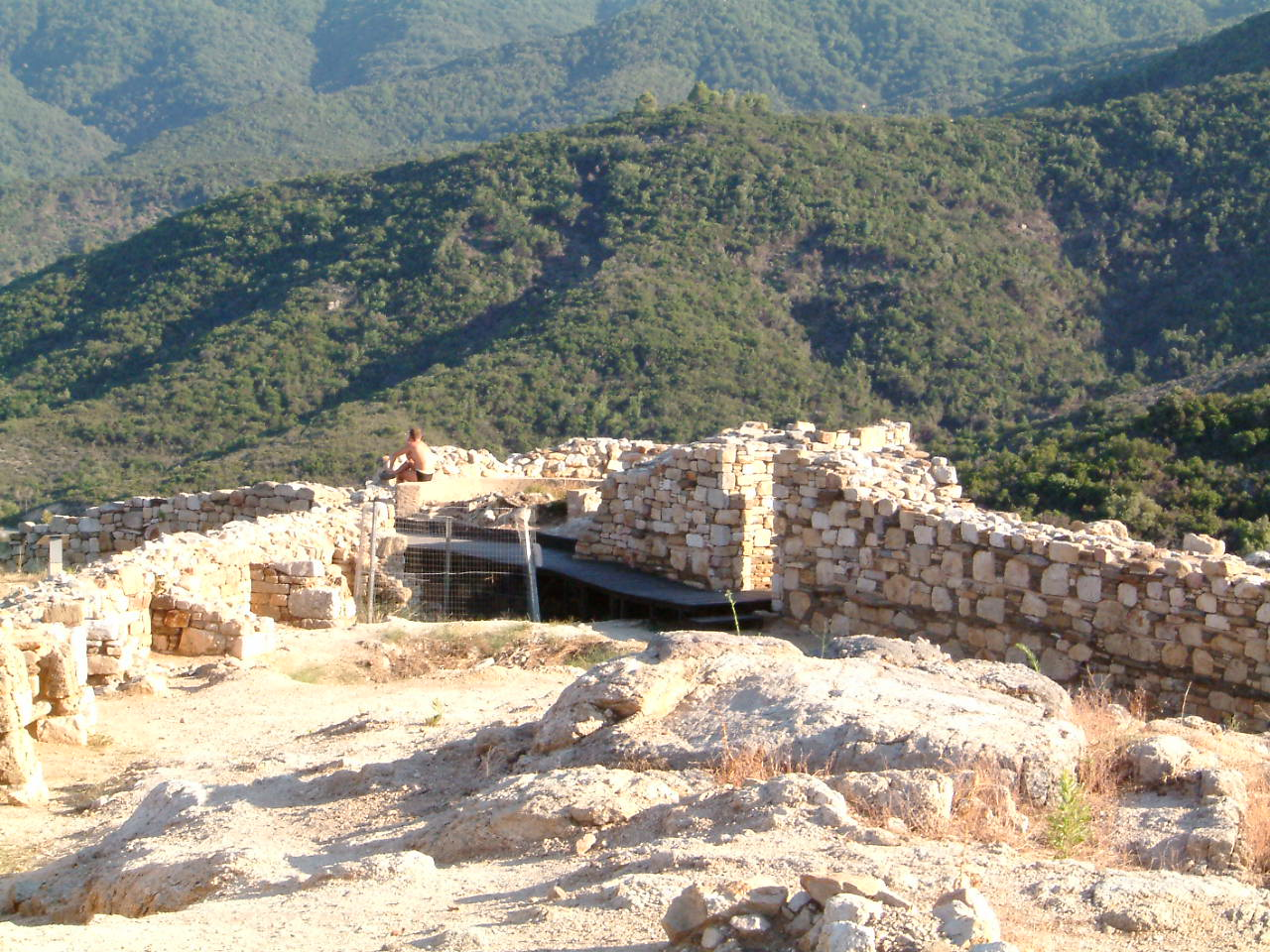
Jaciment arqueològic prop del poble de Stagira

Stagira (grec: Στάγειρα) és un poble grec situat en un pintoresc altiplà a la península Calcídica, i als peus del turó Argirolofos. El poble es troba aproximadament a 8 quilòmetres al sud-oest de l'antiga Estagira, el lloc de naixement d'Aristòtil, on hi ha una estàtua que ho commemora.

## Història
El poble de Stagira va ser construït no lluny del jaciment arqueològic d'Estagira, que havia estat fundada l'any 655 aC per colons d'Andros, per bé que la vila més pròxima al jaciment és Olympiada. En època romana d'Orient, Estagira s'anomenava Siderokafsia (que significa 'alt forn'). La seca del sultà es trobava allà al segle xvi, i es poden localitzar moltes ruïnes de forns prop del poble. La històrica església central de Stagira es va construir el 1814, uns anys abans de la Guerra d'Independència grega.

## Relació amb Aristòtil
L'antiga Estagira va ser el lloc de naixement del filòsof Aristòtil (384 aC), mestre d'Alexandre el Gran, conegut de vegades per aquesta raó com «l'Estagirita».
El 2016 es va anunciar, durant el congrés internacional «Aristòtil, 2400 anys», el possible descobriment en Estagira del sepulcre on s'haurien dipositat les cendres d'Aristòtil després de la seva mort a Calcis el 322 aC.
Segons un manuscrit de la Biblioteca Marciana de Venècia i una biografia àrab d'Aristòtil, els habitants de la ciutat van traslladar les seves restes en una urna de coure a la ciutat. Van crear un monument funerari que van denominar «Aristotèlion», on van erigir un altar, i van instituir unes grans festes anuals en honor seu, denominades «aristotèliques».
La població forma part del municipi d'Aristotelis, anomenat en referència al filòsof, i compta amb gairebé 20.000 habitants.

## Població
El poble actual té aproximadament 500 habitants, però es troba molt pròxima al poble veí de Stratoniki, i si es compten plegats la població arriba pràcticament fins als 1.500.